# Campeonato Uruguaio de Futebol de 1984
O Campeonato Uruguaio de Futebol de 1984 foi a 53ª edição da era profissional do Campeonato Uruguaio. O torneio consistiu em uma competição com dois turnos, no sistema de todos contra todos. O campeão foi o Central Español.

## Classificação[2]
| Pos | Equipe               | Pts | J  | V  | E  | D  | GP | GC | SG  |
| --- | -------------------- | --- | -- | -- | -- | -- | -- | -- | --- |
| 1º  | Central Español      | 35  | 24 | 13 | 9  | 2  | 39 | 17 | 22  |
| 2º  | Peñarol              | 34  | 24 | 11 | 12 | 1  | 47 | 23 | 24  |
| 3º  | Nacional             | 32  | 24 | 11 | 10 | 3  | 44 | 25 | 19  |
| 4º  | Danubio              | 31  | 24 | 12 | 7  | 5  | 35 | 22 | 13  |
| 5º  | Bella Vista          | 27  | 24 | 10 | 7  | 7  | 25 | 29 | -4  |
| 6º  | Montevideo Wanderers | 26  | 24 | 10 | 6  | 8  | 37 | 30 | 7   |
| 7º  | Defensor             | 24  | 24 | 9  | 6  | 9  | 27 | 26 | 1   |
| 8º  | Rampla Juniors       | 24  | 24 | 6  | 12 | 6  | 28 | 28 | 0   |
| 9º  | Progreso             | 18  | 24 | 4  | 10 | 10 | 23 | 35 | -12 |
| 10º | Huracán Buceo        | 18  | 24 | 4  | 10 | 10 | 15 | 29 | -14 |
| 11º | Sud América          | 17  | 24 | 5  | 7  | 12 | 27 | 42 | -15 |
| 12º | Cerro                | 15  | 24 | 2  | 11 | 11 | 15 | 38 | -23 |
| 13º | Miramar Misiones     | 11  | 24 | 3  | 5  | 16 | 16 | 34 | -18 |

|  | Campeão uruguaio e classificado à Liguilla Pré-Libertadores. |
|  | Classificados à Liguilla Pré-Libertadores.                   |
|  | Rebaixado à Segunda Divisão.                                 |

Promovido para a próxima temporada: River Plate.

## Liguilla Pré-Libertadores da América
A Liguilla Pré-Libertadores da América de 1984 foi a 11ª edição da história da Liguilla Pré-Libertadores, competição disputada entre as temporadas de 1974 e 2008–09, a fim de definir quais seriam os clubes representantes do futebol uruguaio nas competições da CONMEBOL. O torneio de 1984 consistiu em uma competição com um turno, no sistema de todos contra todos. Como Peñarol e Bella Vista empataram em número de pontos, foi jogada uma partida final para decidir quem venceria a Liguilla Pré-Libertadores. O campeão foi o Peñarol, que após empate em 2 a 2, venceu o Bella Vista por 5 a 3 na disputa por pênaltis e obteve seu 6º título da Liguilla.

### Classificação da Liguilla
| Pos | Equipe          | Pts | J | V | E | D | GP | GC | SG |
| --- | --------------- | --- | - | - | - | - | -- | -- | -- |
| 1º  | Peñarol         | 8   | 5 | 3 | 2 | 0 | 8  | 3  | 5  |
| 2º  | Bella Vista     | 8   | 5 | 3 | 2 | 0 | 6  | 2  | 4  |
| 3º  | Nacional        | 7   | 5 | 3 | 1 | 1 | 10 | 3  | 7  |
| 4º  | Central Español | 4   | 5 | 1 | 2 | 2 | 4  | 5  | -1 |
| 5º  | Danubio         | 2   | 5 | 1 | 0 | 4 | 2  | 10 | -8 |
| 6º  | Defensor        | 1   | 5 | 0 | 1 | 4 | 2  | 9  | -7 |

|  | Disputam a final da Liguilla valendo a 1ª vaga à Libertadores de 1985. |
|  | Disputa a 2ª vaga à Libertadores de 1985 com o perdedor da final.      |

### Final da Liguilla
| {{{data}}} | Peñarol | 2 – 2 (pro) | Bella Vista |  |
|            |         | data =      |             |  |

|  |     | Penalidades |
|  | 5–3 |             |

### Disputa pela 2ª vaga à Libertadores de 1985
| {{{data}}} | Bella Vista | 1 – 0     | Central Español |  |
|            |             | estadio = |                 |  |

## Premiação
| Campeonato Uruguaio de 1984         |
| ----------------------------------- |
| Central Español Campeão (1º título) |